# کوین بلک ول
کوین بلک ول (انگلیسی: Kevin Blackwell؛ زادهٔ ۲۱ دسامبر ۱۹۵۸) بازیکن فوتبال اهل بریتانیا است.
از باشگاه‌هایی که در آن بازی کرده‌است می‌توان به باشگاه فوتبال بدفورد تاون، باشگاه فوتبال تورکی یونایتد، باشگاه فوتبال شفیلد یونایتد، باشگاه فوتبال هادرزفیلد تاون، باشگاه فوتبال بوستون یونایتد، باشگاه فوتبال بارنت، باشگاه فوتبال پلیموث آرگیل، باشگاه فوتبال نوتس کانتی، و باشگاه فوتبال بارتون راورز اشاره کرد.